# ステージド
『ステージド』（Staged)は、イギリスのテレビコメディシリーズ。マイケル・シーンとデイヴィッド・テナントが本人役で主演し、COVID-19パンデミック中に主にビデオ会議技術を使用して撮影された。

## 概要
シーズン1は2020年6月10日にBBC Oneで初公開され、シーズン2は2021年1月4日にBBC Oneで初公開された。新年スペシャルは2021年12月31日にBritBoxのYouTubeページにアップロードされた。シーズン3は2022年11月24日にBritBoxで初公開された。
日本では、2021年8月24日にシーズン1が『ステージド 俺たちの舞台、ステイホーム!』の題で放送され、9月3日にシーズン2が『ステージド２　俺たちの舞台、アメリカ上陸!?』の題で放送された。2023年3月13日にシーズン3が『ステージド３　俺たちの舞台、もうおしまい！？』の題で放送された。

## キャスト
| マイケル・シーン                       | マイケル・シーン                 | 飛田展男   | メイン | メイン | メイン |
| デイヴィッド・テナント                 | デイヴィッド・テナント           | 櫻井孝宏   | メイン | メイン | メイン |
| サイモン・エヴァンス（劇作家、演出家） | サイモン・エヴァンス             | 中谷一博   | メイン | メイン | メイン |
| ジョー（プロデューサー）               | ニーナ・ソサーニャ               | 犬山イヌコ | メイン |        |        |
| ニーナ・ソサーニャ                     | ニーナ・ソサーニャ               | 犬山イヌコ |        | メイン | メイン |
| ジョージア・テナント（デヴィッドの妻） | ジョージア・テナント             | 佐古真弓   | メイン | メイン | メイン |
| アナ・ランドバーグ（マイケルの恋人）   | アナ・ランドバーグ               | Lynn       | メイン | メイン | メイン |
| ルーシー・イートン（サイモンの実妹）   | ルーシー・イートン               | 中村綾     | メイン | メイン | メイン |
| ジュディ・デンチ                       | ジュディ・デンチ                 | 谷育子     | ゲスト |        |        |
| エイドリアン・レスター                 | エイドリアン・レスター           | 広田勇二   | メイン |        | メイン |
| サミュエル・L・ジャクソン              | サミュエル・L・ジャクソン        | 石井康嗣   | ゲスト |        |        |
| メアリー（エージェント）               | ウーピー・ゴールドバーグ         | 片岡富枝   |        | ゲスト |        |
| ロメシュ・ランガナタン                 | ロメシュ・ランガナタン           | 岩崎正寛   |        | ゲスト |        |
| トム（メアリーの助手）                 | ベン・シュワルツ                 | 鈴村健一   |        | ゲスト |        |
| ベン・シュワルツ                       | ベン・シュワルツ                 | 鈴村健一   |        |        | ゲスト |
| ユアン・マクレガー                     | ユアン・マクレガー               | 森川智之   |        | ゲスト |        |
| クリストフ・ヴァルツ                   | クリストフ・ヴァルツ             | 森川智之   |        | ゲスト |        |
| サイモン・ペッグ                       | サイモン・ペッグ                 | 横島亘     |        | ゲスト |        |
| ニック・フロスト                       | ニック・フロスト                 | 茶風林     |        | ゲスト |        |
| ケイト・ブランシェット                 | ケイト・ブランシェット           | 塩田朋子   |        | ゲスト |        |
| フィービー・ウォーラー＝ブリッジ       | フィービー・ウォーラー＝ブリッジ | 遠藤綾     |        | ゲスト |        |
| ヒュー・ボネヴィル                     | ヒュー・ボネヴィル               | 玉野井直樹 |        | ゲスト |        |
| ケン・チョン                           | ケン・チョン                     | 佐藤せつじ |        | ゲスト |        |
| マイケル・ペイリン                     | マイケル・ペイリン               | 緒方賢一   |        | ゲスト |        |
| ジム・パーソンズ                       | ジム・パーソンズ                 | 安達貴英   |        | ゲスト |        |
| ジョシュ・ギャッド                     | ジョシュ・ギャッド               | 武内駿輔   |        | ゲスト |        |
| オリヴィア・コールマン                 | オリヴィア・コールマン           | 本田貴子   |        |        | ゲスト |
| ジム・ブロードベント                   | ジム・ブロードベント             | 小室正幸   |        |        | ゲスト |
| タイ・テナント（テナント家の息子）     | タイ・テナント                   | 佐藤悠雅   |        |        | ゲスト |
| リリー・シーン（マイケルの娘）         | リリー・シーン                   | 潘めぐみ   |        |        | ゲスト |
| ニール・ゲイマン                       | ニール・ゲイマン                 | 中根徹     |        |        | ゲスト |
| ドミニク（インタビュアー）             | ピーター・デ・ジャージー         | 坂東尚樹   |        |        | ゲスト |
| ピーター・デ・ジャージー               | ピーター・デ・ジャージー         | 坂東尚樹   |        |        | ゲスト |
| ハリー・マッキノン                     | ハリー・マッキノン               | 吉野裕行   |        |        | ゲスト |

日本語吹替版その他出演
藤原由希美、長谷川裕貴
日本語吹替版スタッフ
翻訳：加藤真由美／大野万紀、演出：早川陽一、録音・ 調整：吉田佳代子、制作：東北新社、プロデュース：スターチャンネル

## エピソード
| シーズン | シーズン | 話数    | 話数    | 放送期間       | 放送期間       | 放送期間 |
| シーズン | シーズン | 話数    | 話数    | 初回放送       | 最終回放送     | 放送局   |
| -------- | -------- | ------- | ------- | -------------- | -------------- | -------- |
|          | 1        | 6       | 6       | 2020年6月10日  | 2020年6月24日  | BBC One  |
|          | 2        | 8       | 8       | 2021年1月4日   | 2021年1月26日  | BBC One  |
|          | Special  | Special | Special | 2021年12月31日 | 2021年12月31日 | Britbox  |
|          | 3        | 6       | 6       | 2022年11月24日 | 2022年11月24日 | Britbox  |